# Daniel Björkstrand
Daniel Hansson Björkstrand, tidigare Brink, född 28 april 1825 i Alfta socken, död 25 januari 1917 i Ilsbo socken, var en svensk orgelbyggare i Alfta.

## Biografi
Björkstrand föddes 28 april 1825 på Sunnanåker i Alfta socken. Han var son till trumslagaren Hans Brink och Elisabeth Hedman.
1840 blev han lärling hos orgelbyggaren Lars Niclas Nordqvist i Sunnanåker. 5 november 1850 flyttade han till Göteborg.
Den 30 januari 1856 blev han orgelbyggargesäll hos Lars Niclas Nordqvist. 22 november 1858 flyttade Björkstrand till Sörby i Ilsbo socken. Där började han arbeta som självständig orgelbyggare. Björkstrand avled 25 januari 1917 i Ilsbo.

### Familj
Björkstrand gifte sig 13 februari 1859 i Ilsbo med Brita Nilsdotter Rönn (1831–1915). Hon var dotter till soldaten Nils Rönn. De fick tillsammans dottern Johanna Elisabeth (1859–1895).

## Lista över orglar
| År        | Ursprunglig kyrka | Stift      | Bild | Manualer | Pedal        | Stämmor | Bevarad orgel/fasad | Övrigt |
| --------- | ----------------- | ---------- | ---- | -------- | ------------ | ------- | ------------------- | --- |
| 1857      | Enångers kyrka    | Uppsala    |      |          |              | 22      | Nej/Nej             | En ny orgel byggdes 1880 av Anders Victor Lundahl, Malmö. |
| 1858      | Rogsta kyrka      | Uppsala    |      | 1        | Självständig | 11      | Ja/Ja               | Orgeln renoverades 1966 av Einar Berg, Stockholm. Fasaden har pipattrapper av trä. |
| 1858–1859 | Ilsbo kyrka       | Uppsala    |      |          |              | 8       | Ja/Ja               | En ny orgel byggdes 1924 av Gebrüder Rieger, Jägerndorf, Tjeckoslovakien. Björkstrands orgel är magasinerad på tornvinden i kyrkan. Fasaden har pipattrapper av bronserade. trästavar. |
| 1861      | Högs kyrka        | Uppsala    |      |          |              | 5       | Nej/Nej             | En ny orgel byggdes 1916 av Erik Henrik Erikson, Sundbybergs köping. Uppsättning av äldre verk.                                                                                        |
| 1862      | Hallens kyrka     | Härnösands |      |          |              |         | Nej/Nej             | En ny orgel byggdes 1926–1927 av Erik Henrik Erikson, Sundbybergs köping. |

### Ombyggnationer och reparationer
| År   | Ursprunglig kyrka | Stift   | Bild | Manualer | Pedal | Stämmor | Bevarad orgel/fasad | Övrigt |
| ---- | ----------------- | ------- | ---- | -------- | ----- | ------- | ------------------- | --- |
| 1884 | Idenors kyrka     | Uppsala |      |          |       | 8       | Nej/Nej             | 1830 köptes en orgel till Idenors med 5 1⁄2 stämmor. 1845 ombyggdes orgeln av Lars Niclas Nordqvist, Alfta, med två nya stämmor. Björkstrand byggde till en principalstämma 1884. En ny orgel byggdes 1913 av Erik Henrik Erikson, Gävle. |
| 1908 | Ramsjö kyrka      | Uppsala |      |          |       |         | Nej/Nej             | Byggde eventuellt om en orgel tillsammans med Johansson. |